# 杜秋霞
杜秋霞（英語：Vivian To Chau Ha，1979年10月26日—），曾為香港亞洲電視女藝員，因參加了2002年的亞洲電視藝員訓練班而加入亞洲電視，之前為一名業餘模特兒，除擔任節目主持人外，亦有參演過電視剧及電影，其中《萬家燈火》就是她的代表作。2007年後，杜秋霞離開亞視。現為香港寬頻bbTV優質生活台主持人。
她是亞洲電視女藝員之中少數從未效力過無綫電視的人。

## 參演作品

### 電視劇（亞洲電視）
- 2002年：《吉祥任務》
- 2003年：《暴風型警》
- 2003年：《萬家燈火》飾 高豐/甜兒
- 2004年：《我和殭屍有個約會III之永恆角度》飾 六月
- 2005年：《情陷夜中環》飾 Betty
- 2006年：《義無反顧》
- 2006年：《香港奇案實錄之死亡日記》飾 Kelly

### 節目主持
- 2002年：《音樂無窮》
- 2002年－2003年：《天氣報告》
- 2002年－2007年：《六合彩》（攪珠節目）
- 2004年：《風起八桂－廣西大地行》
- 2004年：《日本人氣100強》
- 2006年：《群星情報站》
- 2006年：《亞洲電視兒童台》
- 2007年：《全日本爭霸大攻略》

### 電影
- 2003年：《六樓后座》
- 2003年：《斷夢驚魂》（數碼電影）

## 外部連結
- 《群星匯聚 ATV》